# ソウルイーランドFC
ソウルイーランドFC（Seoul E-Land FC、韓国語: 서울 이랜드 프로축구단）は、大韓民国のソウル特別市をホームタウンとするサッカークラブである。

## 概要
2014年4月、韓国の財閥であるイーランドグループが、Kリーグチャレンジへの加盟を目指した創立意向書を韓国サッカー連盟に提出し、2015年から同リーグへの加盟が認められた。
初代監督はスコットランド人のマーティン・レニーが選任された。
参入初年度は金永光、金在成、趙源熙など元韓国代表選手や、ジャマイカ代表のライアン・ジョンソン、U-20日本代表のカレン・ロバート、トリニダード・トバゴ代表のカーライル・ミチェルらを獲得した。レギュラーシーズンでは4位となったが、Kリーグクラシックへの昇降格プレーオフは勝ち抜けなかった。
2016年には6位となって得失差のため、釜山アイパークによってKリーグクラシックへの昇降格プレーオフへの進出失敗を経験した。
2017年は8位だった。
2018年シーズンは観客動員が伸び悩み成績も低迷し、最下位に終わった。
2019年シーズンは巻き返しをするべく、蔚山現代FCにも所属歴がある元日本代表の増田誓志などを獲得した。

## スタジアム
ホームスタジアムはソウルオリンピック主競技場である。同競技場は収容人数が69,950人と非常に多いため、かつては陸上トラック上に5,216人分の仮設スタンドを設置、フードトラックも陸上トラック上に乗り入れさせていたが、2019年を最後にこの運用はなくなった。
2019年はソウルオリンピック主競技場が第100回全国体育大会のため4～6月中、その後の障害者体育大会のため8月以降の競技場使用の見通しが立たず、その間のホームゲームをソウルから約80km離れた忠清南道天安市の天安総合運動場にて開催することになった。
2020年からはソウルオリンピック主競技場に戻ってホームゲームを開催していたが、ソウル特別市がMICEの拠点として同競技場を再整備されることが決まり、2022年から2025年まで使用不可となったため、その間のホームゲームをソウル特別市陽川区にある木洞運動場にて開催することになった。

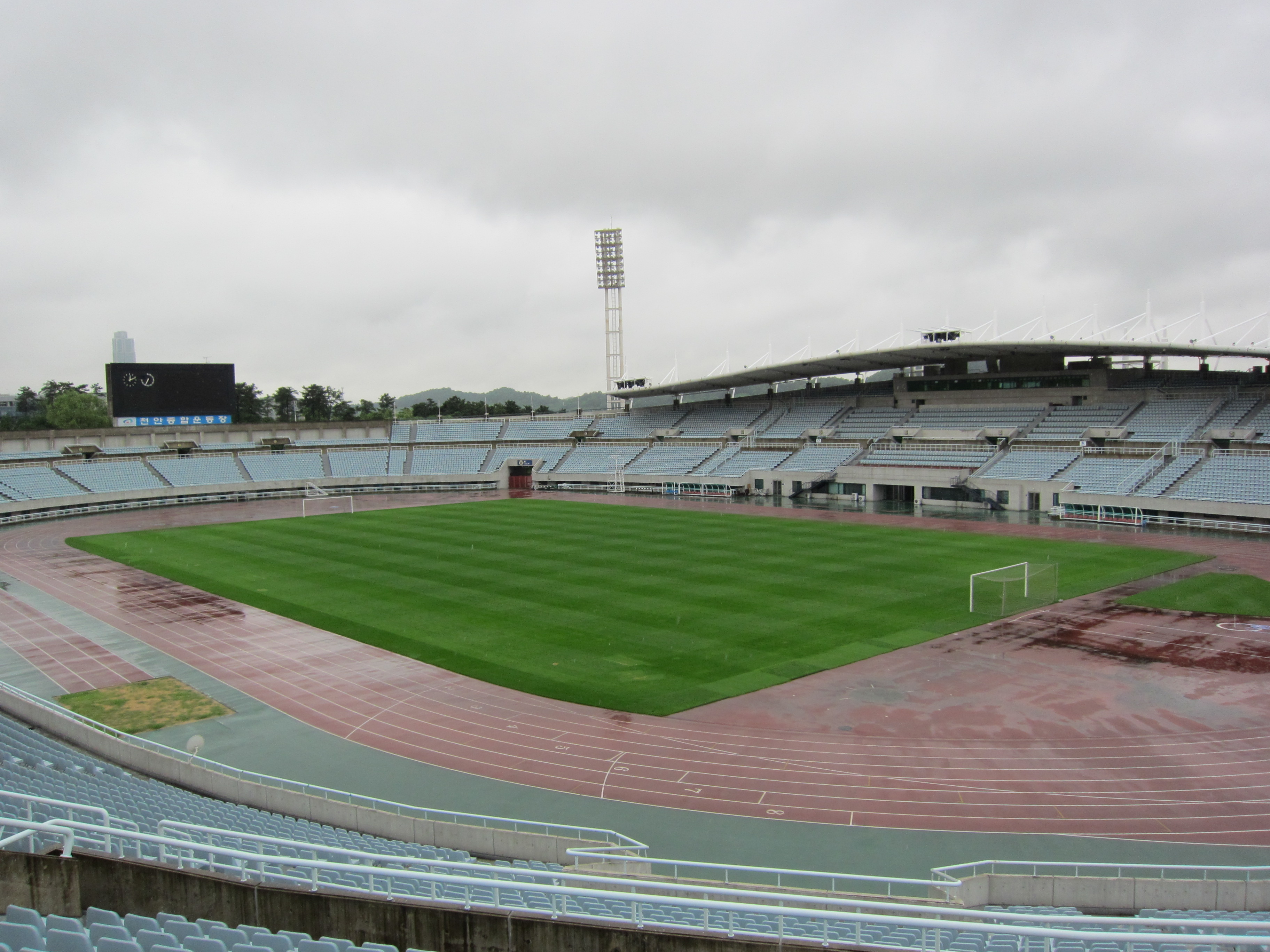
天安総合運動場
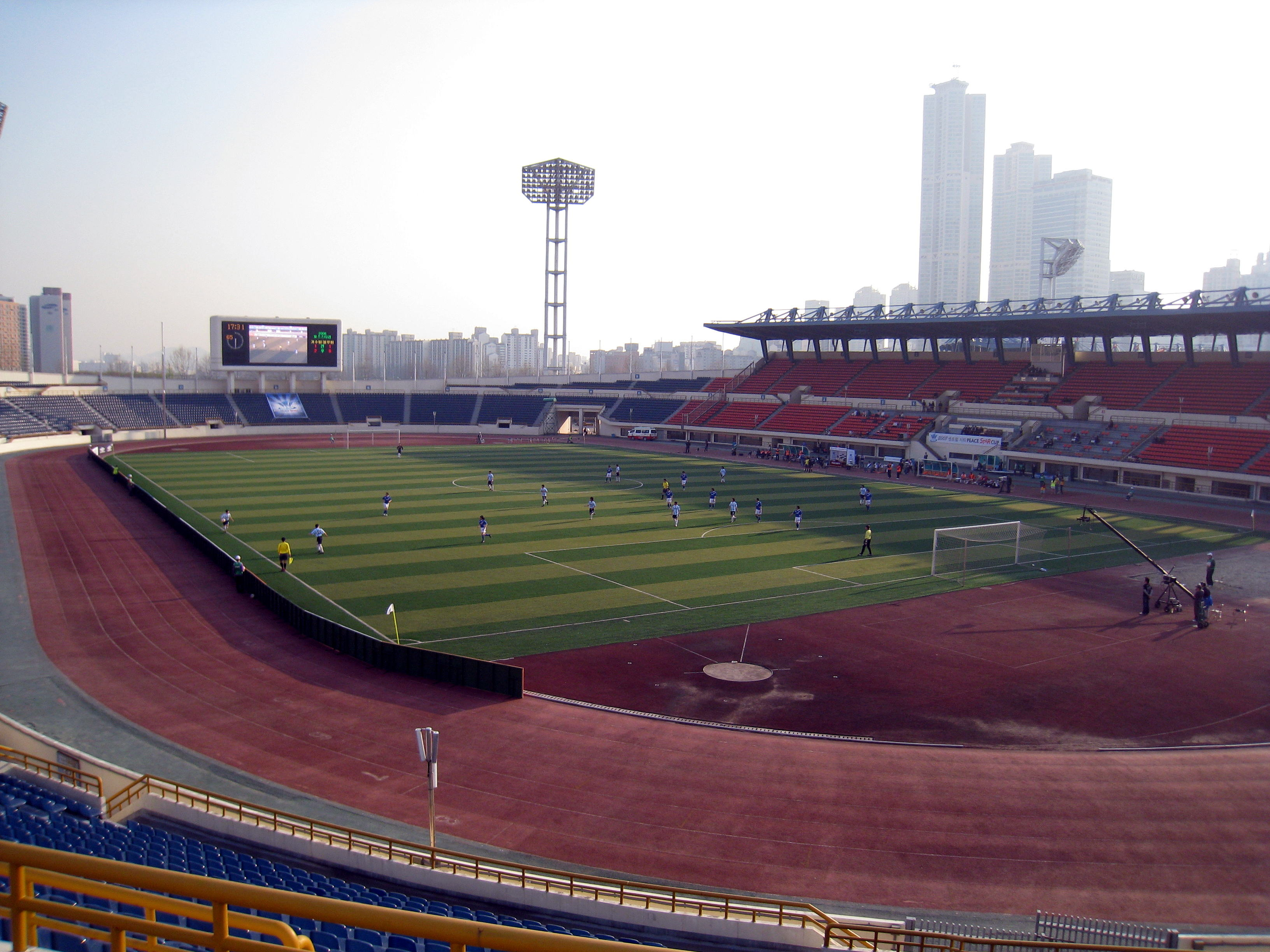
木洞運動場

## 過去の成績
| シーズン | ディビジョン      | ディビジョン | ディビジョン | ディビジョン | ディビジョン | ディビジョン | ディビジョン | ディビジョン | ディビジョン | ディビジョン | 韓国FAカップ |
| シーズン | リーグ            | 試           | 勝           | 分           | 敗           | 得           | 失           | 差           | 点           | 順位         | 韓国FAカップ |
| -------- | ----------------- | ------------ | ------------ | ------------ | ------------ | ------------ | ------------ | ------------ | ------------ | ------------ | ------------ |
| 2015     | Kリーグチャレンジ | 40           | 16           | 13           | 11           | 69           | 58           | 11           | 61           | 4位          | ベスト32     |
| 2016     | Kリーグチャレンジ | 40           | 17           | 13           | 10           | 47           | 35           | 12           | 64           | 6位          | ベスト32     |
| 2017     | Kリーグチャレンジ | 36           | 7            | 14           | 15           | 42           | 55           | -13          | 35           | 8位          | 3回戦敗退    |
| 2018     | Kリーグ2          | 36           | 10           | 7            | 19           | 30           | 52           | -22          | 37           | 10位         | 3回戦敗退    |
| 2019     | Kリーグ2          | 36           | 5            | 10           | 21           | 43           | 71           | -28          | 25           | 10位         | ベスト16     |
| 2020     | Kリーグ2          | 27           | 11           | 6            | 10           | 33           | 30           | 3            | 39           | 5位          | 3回戦敗退    |
| 2021     | Kリーグ2          | 36           | 8            | 13           | 15           | 40           | 39           | 1            | 37           | 9位          | ベスト16     |

## 現所属メンバー
2024年3月27日現在
注：選手の国籍表記はFIFAの定めた代表資格ルールに基づく。
| No. | Pos. |                | 選手名       |
| --- | ---- | -------------- | ------------ |
| 1   | GK   | 大韓民国       | 嚴叡勳       |
| 2   | DF   | 大韓民国       | 黄泰顯       |
| 3   | DF   | 大韓民国       | 金旻奎       |
| 4   | DF   | 大韓民国       | 李仁在       |
| 5   | MF   | スペイン       | オスマル     |
| 6   | MF   | 大韓民国       | 李尚旻       |
| 7   | MF   | オーストラリア | ピーター ()  |
| 8   | MF   | 大韓民国       | 鄭宰溶       |
| 9   | FW   | アメリカ合衆国 | イコバ ()    |
| 11  | FW   | 大韓民国       | 朴正仁       |
| 13  | GK   | 大韓民国       | 李起現       |
| 14  | MF   | 大韓民国       | 金泳旭       |
| 15  | MF   | 大韓民国       | 徐材珉       |
| 16  | FW   | 大韓民国       | 邊勁竣       |
| 17  | FW   | 大韓民国       | 李ドンリョル |
| 18  | DF   | 大韓民国       | 林東奕       |

| No. | Pos. |          | 選手名             |
| --- | ---- | -------- | ------------------ |
| 19  | MF   | 大韓民国 | 趙營光             |
| 20  | DF   | 大韓民国 | 金吾奎             |
| 21  | MF   | 大韓民国 | 博民西             |
| 22  | DF   | 大韓民国 | 車昇賢             |
| 23  | GK   | 大韓民国 | 文正仁             |
| 27  | DF   | 大韓民国 | 趙東宰             |
| 29  | FW   | ブラジル | ブルーノ・シウヴァ |
| 30  | MF   | 大韓民国 | 朴昌煥             |
| 33  | DF   | 大韓民国 | 申世界             |
| 50  | DF   | 大韓民国 | 朴晙瑩             |
| 70  | FW   | 大韓民国 | 張晳訓             |
| 77  | GK   | 大韓民国 | 尹普相             |
| 95  | FW   | 大韓民国 | 高武烈             |
| 97  | DF   | 大韓民国 | 呉仁標             |
| 99  | FW   | 大韓民国 | 金ギョル           |

監督
- 金徒均

## 歴代監督
- マーティン・レニー（英語版） 2014-2016.6
- 印昌洙（朝鮮語版） 2016.6（代行）
- 朴建夏 2016.6-12
- 金炳秀（朝鮮語版） 2017
- 印昌洙 2018
- 金鉉洙 2019.1-5
- 禹成用（朝鮮語版） 2019.5-12（代行）
- 鄭正溶（朝鮮語版） 2020-2022
- 朴忠均（朝鮮語版） 2023
- 金徒均 2024-

## 歴代所属選手

### GK
- 金永光 2015-2019

### DF
- 金旼弟 2015-2016
- 趙源熙 2015
- 呉昌炫 2015

### MF
- 金在成 2015-2017
- 尹誠悦 2015-2019
- キム・ソンジュ 2015-
- カレン・ロバート 2015
- 白智勲 2017
- 増田誓志 2019
- 和田篤紀 2017
- 和田倫季 2017

### FW
- ダニエル・サントス・シルバ 2017